# Kanton Saint-Julien
Der Kanton Saint-Julien war bis 2015 ein französischer Wahlkreis im Département Jura und in der damaligen Region Franche-Comté. Er umfasste 16 Gemeinden im Arrondissement Lons-le-Saunier; sein Hauptort (französisch chef-lieu) war Saint-Julien. Die landesweiten Änderungen in der Zusammensetzung der Kantone brachten im März 2015 seine Auflösung. Vertreterin im Generalrat des Départements war zuletzt von 2008 bis 2015 Hélène Pélissard (UMP).

## Gemeinden
Der Kanton umfasste 16 Gemeinden:
| Gemeinde               | Einwohner Jahr | Fläche km² | Bevölkerungsdichte | Code INSEE | Postleitzahl |
| ---------------------- | -------------- | ---------- | ------------------ | ---------- | ------------ |
| Andelot-Morval         | 90 (2013)      | 10,54      | 9 Einw./km²        | 39010      | 39320        |
| La Balme-d’Épy         | 67 (2013)      | 2,97       | 23 Einw./km²       | 39036      | 39320        |
| Bourcia                | 114 (2013)     | 11,13      | 10 Einw./km²       | 39069      | 39320        |
| Broissia               | 57 (2013)      | 2,97       | 19 Einw./km²       | 39080      | 39320        |
| Dessia                 | 59 (2013)      | 4,64       | 13 Einw./km²       | 39195      | 39320        |
| Florentia              | 31 (2013)      | 3,18       | 10 Einw./km²       | 39226      | 39320        |
| Gigny                  | 290 (2013)     | 16,04      | 18 Einw./km²       | 39253      | 39320        |
| Lains                  | 83 (2013)      | 9,81       | 8 Einw./km²        | 39273      | 39320        |
| Louvenne               | 136 (2013)     | 7,8        | 17 Einw./km²       | 39303      | 39320        |
| Monnetay               | 18 (2013)      | 2,46       | 7 Einw./km²        | 39343      | 39320        |
| Montagna-le-Templier   | 103 (2013)     | 7,05       | 15 Einw./km²       | 39347      | 39320        |
| Montfleur              | 177 (2013)     | 7,88       | 22 Einw./km²       | 39353      | 39320        |
| Montrevel              | 103 (2013)     | 6,39       | 16 Einw./km²       | 39363      | 39320        |
| Saint-Julien           | 461 (2013)     | 12,28      | 38 Einw./km²       | 39485      | 39320        |
| Villechantria          | 120 (2013)     | 6,28       | 19 Einw./km²       | 39564      | 39320        |
| Villeneuve-lès-Charnod | 77 (2013)      | 7,05       | 11 Einw./km²       | 39566      | 39240        |